# روبرتو توريس موراليس
روبرتو توريس موراليس (بالإسبانية: Roberto Torres Morales)‏ (7 مارس 1989 في إسبانيا - ) هو لاعب كرة قدم إسباني في مركز الوسط. لعب مع أوساسونا وأوساسونا ب.

## وصلات خارجية
- روبرتو توريس موراليس على موقع قاعدة بيانات كرة القدم.إي يو (الإنجليزية)
- روبرتو توريس موراليس على موقع Soccerbase.com (لاعب) (الإنجليزية)
- روبرتو توريس موراليس على موقع Soccerway.com (الإنجليزية)
- روبرتو توريس موراليس على موقع AS.com (الإسبانية)